# Гетто в Рубежевичах
Гетто в Рубеже́вичах (1 декабря 1941 — ноябрь 1942) — еврейское гетто, место принудительного переселения евреев посёлка Рубежевичи Столбцовского района Минской области и близлежащих населённых пунктов в процессе преследования и уничтожения евреев во время оккупации территории Белоруссии войсками нацистской Германии в период Второй мировой войны.

## Оккупация Рубежевичей и создание гетто
Перед войной в посёлке Рубежевичи проживали около 900 евреев — 60 % населения. Посёлок был захвачен немецкими войсками 30 июня 1941 года, и оккупация продлилась до 5 июля 1944 года.
Вскоре после оккупации евреям приказали создать юденрат, выплатить «контрибуцию» и запретили под страхом смерти появляться без желтых лат.
1 декабря 1941 года немцы, реализуя нацистскую программу уничтожения евреев, организовали в местечке неогороженное гетто, согнав туда евреев Рубежевичей и ближних населенных пунктов (в том числе, Налибок) — всего около 2400 человек.

## Уничтожение гетто
Немцы очень серьёзно относились к возможности еврейского сопротивления, и поэтому в большинстве случаев в первую очередь убивали в гетто или ещё до его создания евреев-мужчин в возрасте от 15 до 50 лет — несмотря на экономическую нецелесообразность, так как это были самые трудоспособные узники. По этой причине в конце 1941 года в результате очередной «акции» (таким эвфемизмом нацисты называли организованные ими массовые убийства) в Рубежевичах были убиты 36 евреев.
25 января 1942 года около 300 узников перегнали в гетто Ивенца. 8 и 18 мая 1942 года в Ивенец перевели ещё более 200 узников.
В июле 1942 года партизаны совершили нападение на посёлок и убили полицейских, участвовавших в убийстве евреев.
В ноябре 1942 года гетто в Рубежевичах было полностью уничтожено. В лесу, в 0,5 километрах от посёлка, у дороги Рубежевичи-Дзержинск, расстреляли последних ещё живых 500 евреев.

## Случаи спасения и «Праведники народов мира»
В Рубежевичах 2 человека были удостоены почетного звания «Праведник народов мира» от израильского мемориального института «Яд Вашем» «в знак глубочайшей признательности за помощь, оказанную еврейскому народу в годы Второй мировой войны». Это Баранские Станислав и Янина, которые спасли Постбреф Дину.

## Память
В 1944 году, после освобождения Белоруссии от оккупации, в Рубежевичи вернулись 46 евреев.
В начале 1960 годов по инициативе местных жителей на братской могиле убитых евреев Рубежевичей был установлен памятник. Только в этом месте покоятся свыше тысячи человек. В 1984 году памятник был узаконен (решение исполкома Столбцовского районного Совета депутатов от 27.04.1984 года № 68). В 2001 году на личные средства Белкина Михаила Абрамовича, у которого в Рубежевичах убили всю семью, был сооружен мемориальный комплекс «Шлях смутку» и установлен ещё один памятник.
Опубликованы неполные списки жертв геноцида евреев в Рубежевичах.